# Liste der denkmalgeschützten Objekte in Achau
Die Liste der denkmalgeschützten Objekte in Achau enthält die 9 denkmalgeschützten, unbeweglichen Objekte der Gemeinde Achau.

## Denkmäler
| Foto |                 | Denkmal                                                                                | Standort                                         | Beschreibung | Metadaten |
| ---- | --------------- | -------------------------------------------------------------------------------------- | ------------------------------------------------ | --- | --- |
| ja   | Datei hochladen | Wehrturm HERIS-ID: 108914 Objekt-ID: 126450                                            | Am Riedenhof 10 Standort KG: Achau               | Das etwa 1000 Jahre alte Gebäude wurde im 12. Jahrhundert als Rietenhof erstmals erwähnt. Es weist einen seltenen fünfeckigen Turm auf, wie man ihn sonst nur in Ungarn findet. Aufgrund von Privatinitiativen wurde der Turm im Jahr 2008 unter Schutz gestellt, nachdem er eigentlich 2007 schon abgerissen werden sollte. Der unterirdische Teil, der auch noch teilweise erhalten ist, wurde jedoch nicht denkmalgeschützt.                                                   | BDA-Hist.: Q37813794 Status: Bescheid Stand der BDA-Liste: 2025-06-30 Name: Wehrturm GstNr.: 482/2                                                                           |
| ja   | Datei hochladen | Werkswohnhäuser HERIS-ID: 65012 Objekt-ID: 77820                                       | Biedermannsdorfer Straße 2, 4 Standort KG: Achau | Die Werkswohnungen wurden von Mitarbeitern der Firma Kaltenleutgebener Kalk- und Cementfabrik, der späteren Perlmooser, die bis zum Ersten Weltkrieg einen Produktionsbetrieb in Achau hatte, bewohnt. In den Jahren 1901 bis 1920 waren die Häuser von der Gemeinde steuerbefreit. Die Häuser selbst wurden um 1900 errichtet. Die Einfriedung wurde 1908 durch die Gemeinde genehmigt. Die beiden Häuser haben getrennte Zugänge sowohl im Parterre als auch im ersten Geschoß. | BDA-Hist.: Q38108971 Status: § 2a Stand der BDA-Liste: 2025-06-30 Name: Werkswohnhäuser GstNr.: 295/1                                                                        |
| ja   | Datei hochladen | Nischen-/Kapellenbildstock HERIS-ID: 5568 Objekt-ID: 1439 marterl.at: 10700            | bei Hauptstraße 12 Standort KG: Achau            | Kapellenbildstock mit Christus an der Geißelsäule um 1800 | BDA-Hist.: Q37843655 Status: § 2a Stand der BDA-Liste: 2025-06-30 Name: Nischen-/Kapellenbildstock GstNr.: 695/1 Kapellenbildstock Geißelsäule, Achau                        |
| ja   | Datei hochladen | Brücke mit zwei Figurenbildstöcken hl. Johannes Nepomuk HERIS-ID: 5978 Objekt-ID: 1853 | bei Hauptstraße 23 Standort KG: Achau            | Die zweijochige Ziegelbogenbrücke mit zwei einander gegenüberstehenden Statuen des hl. Johannes Nepomuk wurde im 18. Jahrhundert errichtet und 1996 restauriert. | BDA-Hist.: Q37867693 Status: § 2a Stand der BDA-Liste: 2025-06-30 Name: Brücke mit zwei Figurenbildstöcken hl. Johannes Nepomuk GstNr.: 798/2, 698, 699 Nepomukbrücke Achau  |
| ja   | Datei hochladen | Pfarrhof HERIS-ID: 13803 Objekt-ID: 10014                                              | Hauptstraße 46 Standort KG: Achau                | Der Pfarrhof von Achau ist ein zweigeschoßiges Mittelflurhaus mit Walmdach aus der Zeit um 1786. | BDA-Hist.: Q37713729 Status: § 2a Stand der BDA-Liste: 2025-06-30 Name: Pfarrhof GstNr.: 45                                                                                  |
| ja   | Datei hochladen | Dreifaltigkeitssäule HERIS-ID: 23693 Objekt-ID: 20055                                  | bei Hauptstraße 82a Standort KG: Achau           | Die hohe Säule mit Gnadenstuhl ist mit 1747 bezeichnet. | BDA-Hist.: Q37878293 Status: § 2a Stand der BDA-Liste: 2025-06-30 Name: Dreifaltigkeitssäule GstNr.: 709/2 Dreifaltigkeitssäule Achau                                        |
| ja   | Datei hochladen | Straßenbrücke HERIS-ID: 65008 Objekt-ID: 77816                                         | bei Hauptstraße 45 Standort KG: Achau            | | BDA-Hist.: Q38108958 Status: § 2a Stand der BDA-Liste: 2025-06-30 Name: Straßenbrücke GstNr.: 798/2, 692/1 Schlossbrücke Achau                                               |
| ja   | Datei hochladen | Kath. Pfarrkirche hl. Laurentius und ehem. Friedhof HERIS-ID: 49392 Objekt-ID: 53070   | Schulweg 2 Standort KG: Achau                    | Im Kern romanische Kirche, 1660 barock wiedererrichtet | BDA-Hist.: Q14912752 Status: § 2a Stand der BDA-Liste: 2025-06-30 Name: Kath. Pfarrkirche hl. Laurentius und ehem. Friedhof GstNr.: 179, 656/3 Saint Lawrence Church (Achau) |
| ja   | Datei hochladen | Gesamtanlage Schlosspark Laxenburg HERIS-ID: 95973 Objekt-ID: 111392                   | Standort KG: Achau                               | Teile des großen Schlossparkes von Laxenburg, in dem man das Alte Schloss, den Blauen Hof, das neue Schloss sowie die Franzensburg findet, reichen in die angrenzende Gemeinde Achau. Der Hauptteil befindet sich in Laxenburg | BDA-Hist.: Q64765105 Status: Bescheid Stand der BDA-Liste: 2025-06-30 Name: Gesamtanlage Schlosspark Laxenburg GstNr.: 651, 650                                              |